# Kenny Anthony
Kenny Davis Anthony, né le 8 janvier 1951 à Castries (Sainte-Lucie), est un homme politique saint-lucien. Chef du Parti travailliste de Sainte-Lucie de 1996 à 2016, il a été Premier ministre de Sainte-Lucie de 1997 à 2006 puis de nouveau de 2011 à 2016, et chef de l'opposition de 2006 à 2011.

## Biographie
Kenny Davis Anthony est né le 8 janvier 1951 à Laborie. Il a fait ses études à Vieux Fort avant de suivre des études à la St. Lucia's Teacher's School. Il suit ensuite des études de droit à l'université des Indes occidentales, puis à l'université de Birmingham où il obtient un Doctorate of Laws.
IL revient ensuite à Sainte-Lucie où il mène une double carrière d'enseignant à l'université des Indes occidentales et de conseiller des gouvernements travaillistes d'Allan Louisy et Winston Cenac entre 1979 et 1982. Puis, tout en continuant ses cours à l'Université, il participe à plusieurs instances pan-caribéennes et devient aussi consultant pour les Nations unies. En mars 1995, il est nommé au secrétariat de la CARICOM.
En 1996, il est élu chef du Parti travailliste de Sainte-Lucie. Sous sa direction, le parti revient au pouvoir en 1997, après quinze ans d'opposition et Kenny Anthony devient Premier ministre de Sainte-Lucie. Pendant les neuf ans de son gouvernement, Sainte-Lucie connaît un développement du tourisme et de l'économie en général, mais aussi de la violence et de la délinquance. Si le SLP remporte les élections générales de 2001, les problèmes de violences, de chômage élevé et une certaine lassitude amène la population à se tourner en 2006 vers le Parti uni des travailleurs, dont le leader historique, John Compton, vient alors de reprendre la tête. Après la défaite de son parti, Kenny Anthony, qui fait partie des six députés travaillistes élus, devient le chef de l'opposition.
Kenny Anthony mène une opposition résolue au gouvernement UWP dirigé par John Compton puis Stephenson King, devenu Premier ministre à la mort de son prédécesseur. En 2011, il revient au pouvoir et essaye de lutter contre les effets de la crise économique, notamment de la filière de la banane frappée par la cercosporiose noire, ainsi que du tourisme. Il est défait lors des élections de 2016 par le Parti uni des travailleurs dirigé par Allen Chastanet. Bien que réélu pour la cinquième fois député de Vieux-Fort, il annonce qu'il démissionne de la tête du Parti travailliste de Sainte-Lucie. 